# Alfred Ziegler (Historiker)
Alfred Ziegler (* 18. Dezember 1863 in Aarau; † 28. Juni 1949 in Winterthur) war ein Schweizer Historiker, Lehrer und Archivar.

## Leben und Wirken
Alfred Ziegler studierte Geschichte an den Universitäten Zürich und Bern und promovierte 1887 an der Universität Bern. Von 1887 bis 1919 arbeitete er als Lehrer am Städtischen Gymnasium, von 1919 bis 1928 an der Kantonsschule Winterthur, und zwar für die Fächer Geschichte, Deutsch und Geographie. Ausserdem war er von 1897 bis 1932 Leiter des Stadtarchivs Winterthur, zunächst nebenamtlich, seit 1928 im Hauptamt. Zu seinen Arbeiten dort gehörte u. a. die Neuordnung des Stadtarchivs. 
Seine historisch-wissenschaftlichen Arbeiten umfassen vor allem die Geschichte der Stadt Winterthur.

## Schriften
- Adrian von Bubenberg und sein Eingreifen in die wichtigsten Verhältnisse der damaligen Zeit. Stämpfli, Bern 1887 (Dissertation Universität Bern) (Digitalisat).
- Bemühungen der Burgunder für Erweiterung der burgundisch-eidgenössischen Erbeinung im Jahre 1579. Programm des Gymnasiums und Industrieschule in Winterthur 1889.
- Die kirchlichen Zustände in Winterthur am Ende des XV. und Anfang des XVI. Jahrhunderts. Programm des Gymnasiums und Industrieschule in Winterthur 1900.
- Winterthurs Lage im Winter 1799/1800. Ziegler, Winterthur 1905.
- Die geographischen und topographischen Namen von Winterthur. Ziegler, Winterthur 1908.
- Ein Verleumdungsprozeß aus der Reformationszeit. In: Zürcher Taschenbuch. Jg. 1910, S. 181–191.
- Die Vorgeschichte des Gymnasiums und der Industrieschule Winterthur 1309–1862 (= Festschrift zur Feier des fünfzigjährigen Bestehens des Gymnasiums und der Industrieschule in Winterthur. T. 1). Ziegler, Winterthur 1912.
- Albanitag und Albanifeier in Winterthur 1264–1874. Ein Beitrag zu Winterthurs Verfassungs- und Sittengeschichte. Ziegler, Winterthur 1918.
- Die Gesellschaft der Herrenstube in Winterthur (= Neujahrsblatt der Stadtbibliothek Winterthur. H. 259). Ziegler, Winterthur 1924.
- Winterthur zur Zeit des dreissigjährigen Krieges (= Neujahrs-Blatt der Hülfsgesellschaft von Winterthur. H. 65). Winterthur 1929 (1930).
- Geschichte der Stadt Winterthur in gedrängter Darstellung. Vogel, Winterthur 1933.
- Geschichte der Laurenzen- oder Stadtkirche Winterthur. T. 1. Ziegler, Winterthur 1933.